# HMS Bugloss (K306)
HMS Bugloss (K306) je bila korveta izboljšanega razreda Flower, ki je med drugo svetovno vojno plula pod zastavo Kraljeve vojne mornarice.

## Zgodovina
19. februarja 1944 je bila korveta predana Britanski Indiji, kjer so jo preimenovali v HMIS Assam (K306). Leta 1947 je bila vrnjena Združenemu kraljestvu in razrezana.